# 田辺晋太郎 あなたへバトンタッチ
『田辺晋太郎 あなたへバトンタッチ』（たなべしんたろう あなたへバトンタッチ）は、文化放送の2012年度ナイターオフ（下半期）のワイド番組。

## 概要
2012年10月2日から2013年3月28日まで、火 - 金曜の17:50 - 21:00の3時間10分生放送で展開された。
パーソナリティの田辺晋太郎は、歌手の田辺靖雄・九重佑三子夫妻の長男であり、ラジオ番組を初めて担当した。
2012年度の文化放送は、「いつもあなたと つながろうジャパン」をテーマとしたリスナーとの絆をつなげることを番組編成の大きな目標に掲げていた。この番組ではスポーツ・文化・社会などの様々な情報と、世代を超えて愛される音楽を通して、次の世代へつなげる絆作りを番組を通して考えるとしていた。
途中18:30-19:00には『ミュージックギフト〜音楽・地球号』をフロート番組として挿入した（月曜も独立番組として同時間帯に放送）。また、『ライオンズエキスプレス』も例年通り18時台に放送された。なお、本番組が当該時間帯で『ミュージックギフト』を内包した最後の番組となった。
この時間帯のナイターオフ番組は『竹内靖夫の電リク・ハローパーティー』終了後、『センパツ!』『しろバラ』『SET UP!!』と、報道スポーツ制作部のスポーツ部門が主導となり、同部署のアナウンサーがパーソナリティとして起用された番組が続いていたが、本番組へのアナウンサーの出演は「ライオンズエクスプレス」「箱根駅伝への道」「文化放送ニュース」等にとどまり、それまでの番組からの路線転換が採られることになった。この時間帯に文化放送アナウンサーからのパーソナリティ登用が無いのは『セイ!ヤング21』以来10年ぶり、アシスタントを設けないスタイルの放送は『斉藤一美のS/N/A/P』以来8年ぶりである。

## タイムテーブル
※2013年1月時点のもの。
第1部
- 17:50 - オープニング
- 18:04 - 文化放送ニュース・交通情報
- 18:10 - ライオンズエクスプレス
- 18:21 - 文化放送ラジオショッピング

※18:30から19:00は「ミュージックギフト〜音楽・地球号」のため中断
第2部
- 19:00 - 19時台オープニング
- 19:04 - 文化放送ニュース・交通情報
- 19:09 - 文化放送ラジオショッピング
- 19:19 - QRインフォメーション
- 19:22 - バトンタッチサロン
  - 火曜 - タニタ健康生活始めよう!
  - 水曜 - 過払い金 スッキリ法律相談 ※ABCラジオなどの一部のNRN系列局にもテープネット
  - 木曜 - 新発見!来て、見て、食べて!山梨へ
  - 金曜 - 田辺ことば研究所 ※2012年10月 - 12月は「食べもの歳時記」に充てられていた
- 19:38 - 音楽バトンタッチ
- 19:54 - 天気予報・交通情報
- 20:06 - ニュース
- 20:10 - 街ネタ ピンポイント
- 20:17 - QRインフォメーション
- 20:22 - バトンタッチギャラリー
  - 火曜 - SHIHO・樫木裕実 シンデレラ☆ボディ
  - 水曜 - やくみつるの目指せ!安心社会〜はたらく人応援団〜
  - 木曜 - 初歩から始める環境講座
  - 金曜 - シネマバトンタッチ
- 20:42 - バトンタッチネクスト ※2012年10月 - 12月は「箱根駅伝への道」も放送された
- 20:52 - 天気予報・交通情報
- 20:56 - エンディング